# Guerrier
Pour les articles homonymes, voir guerrier (homonymie).

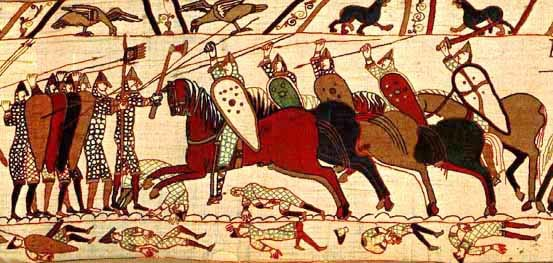
Détails de la Tapisserie de Bayeux.

Un guerrier est une personne spécialisée dans le combat ou la guerre, en particulier dans le contexte d'une société de culture guerrière tribale ou basée sur le clan qui reconnaît une classe ou une caste de guerriers distincte.
Dans les sociétés tribales dites primitives, tout homme en état de se battre se doit de défendre son clan en cas d'attaque. Les chasseurs-cueilleurs de la préhistoire peuvent être considérés comme les premiers guerriers de l'histoire.
C'est aussi la définition à laquelle répondent les mots « soldat », « militaire » et « mercenaire » avec pour ce dernier une connotation davantage vénale. Mais si tous ces personnages font effectivement la guerre, ils la font de manières différentes, pour des motifs différents et c'est ce qui explique cette diversité de termes.

## Connotations positives du terme

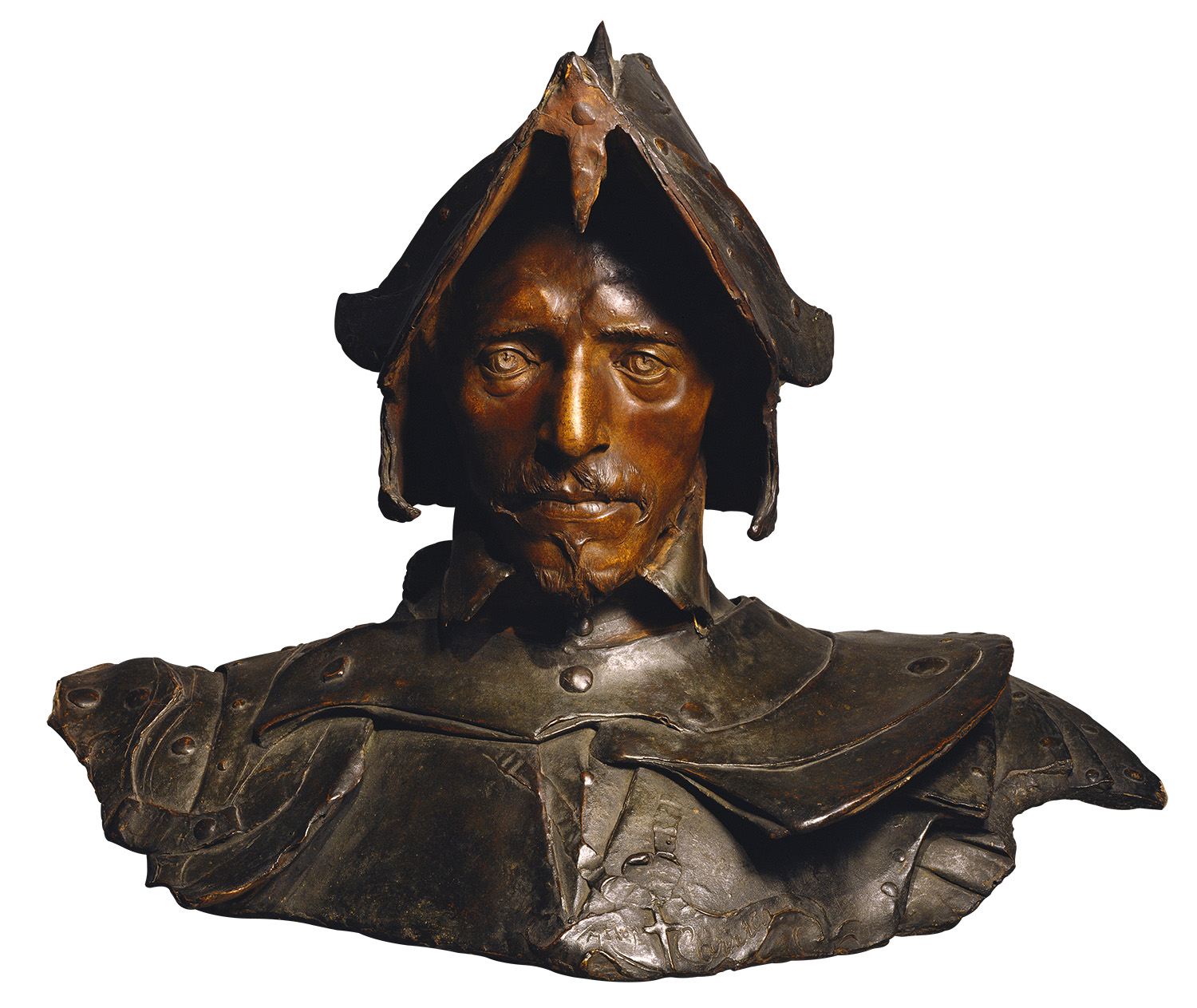
Jean-Joseph Carriès, Le Guerrier (avant 1884), plâtre patiné, musée des beaux-arts de Lyon.

Les origines des connotations de bonté, de code d'honneur, de puissance que véhicule le terme de guerrier peuvent s'expliquer d'après deux théories ; celle de Friedrich Nietzsche dans La généalogie de la morale et celle qui se rapproche des arts martiaux d'après le bushido (la « voie du guerrier » en japonais) : code d'honneur des "guerriers gentilhomme" (bushis) et des samouraïs.
Pour Nietzsche, la force physique est la première manière d'acquérir le pouvoir car c'est la plus simple intellectuellement à mettre en œuvre. Donc ce sont les guerriers qui les premiers ont acquis le pouvoir. Nietzsche explique aussi que, forts de leur pouvoir, les puissants établirent (définirent) le sens des valeurs morales de « bien » et de « bon », de « mal » et de « mauvais ». Donc dans un premier temps les guerriers.

## Au Japon

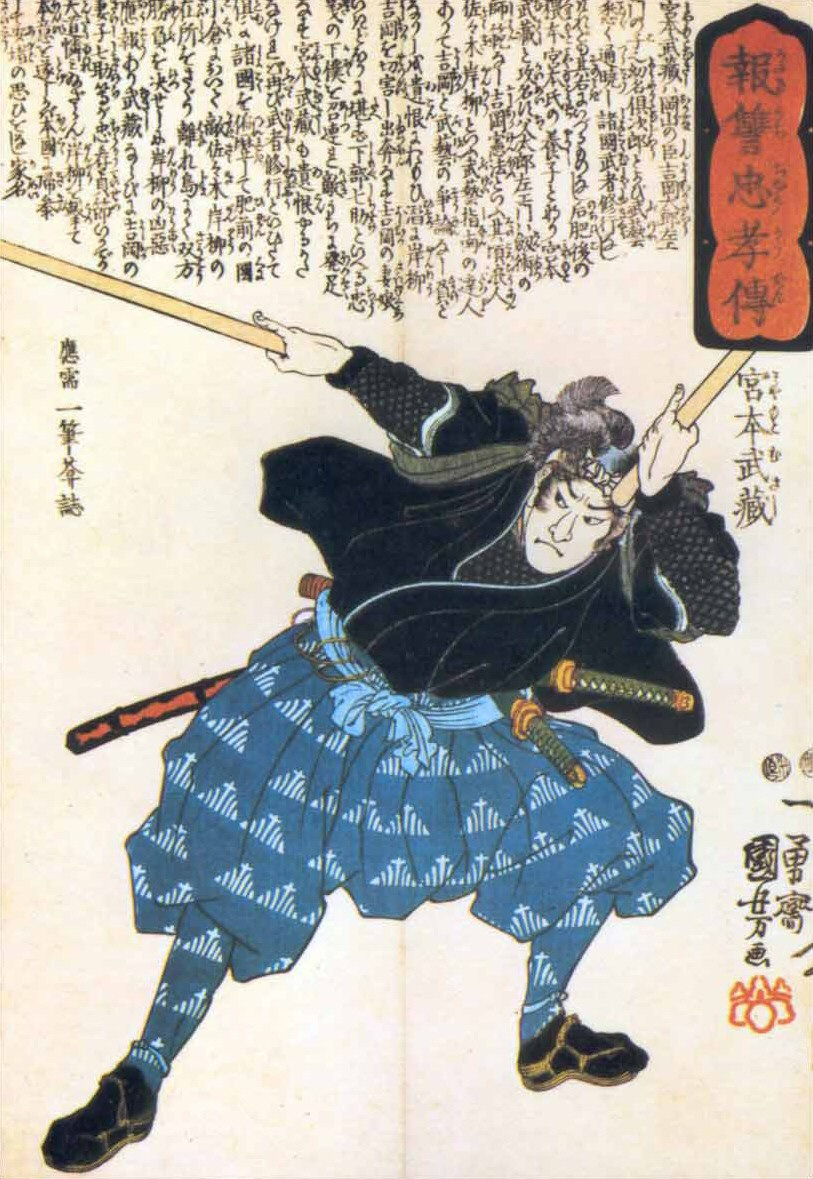
Musashi Miyamoto, un célèbre samouraï.

Lorsque la période de paix Edo (1603-1867) succéda à l'époque des seigneurs guerriers au Japon, une nouvelle notion fit son apparition dans les arts martiaux de l'île : le budo ou « voie martiale » où « do » vient du chinois « tao » qui veut dire le chemin que vous empruntez dans la vie. Ainsi était né le bushido, la « voie du guerrier », qui visait à développer les attitudes mentales et des objectifs spirituels, à suivre une voie, une manière de vivre, un code d'honneur...
Le même phénomène se développa en occident avec les maîtres d'escrimes et le développement des arts martiaux. Les contes pour enfants vantant le courage et la loyauté des chevaliers ou des samouraïs amplifièrent encore l'image du guerrier saint aux valeurs pures, simples, irréprochables et dénuées de vices.

## Afrique noire
La protection des communautés Africaines qui forment les empires et les royaumes avant l'arrivée des Européens nécessite l'apport des bras valides d'où le terme de guerriers. Les guerriers sont des combattants qui apprennent toutes les techniques de combats. Les guerriers ont à leur tête un Général appelé en Ewé Awafia, Ga chez les kotafon et Fon ce qui signifie roi guérrier, Oba ( guerrier ) chez les Yoruba. Mi GAnõ désigne une générale à la tête de la troupe de guerrières et mi Ga désigne un général dans le royaume d'Abomey. En d'autre terme le général en Afrique de l'ouest est un administrateur chef d'armée qui compose avec le grand roi du royaume ou de l'empereur du l'empire pour la sauvegarde de l'intégrité territoriale.  Les guerriers ont pour rôle de protéger le peuple contre les envahisseurs.  Chaka était un fils de chef( guérrier ) qui aimait son peuple et le défendit contre les envahisseurs voisins et les colons.Il devint lui même un chef guérrier a la tête des guérriers pour défendre l'intérêt de leur peuple. De nos jours l'armée moderne a pris la place des guerriers qui combattait avec les armes blanches.

## Communautés guerrières
- Amazones
- Ansâr
- Ashigaru
- Berserker
- Cheema
- Chevalier
- Dog soldier (en)
- Guerrier aigle
- Ghazis
- Gladiateur
- Guerrier jaguar
- Gurjar
- Hashashin
- Hersir
- Hoplite
- Hwarang
- Impi
- Jats
- Janissaire
- Kheshig
- Kshatriya
- Légionnaire romain
- Légion sacrée
- Mandalorien
- Mélophores
- Ninja
- Nayars
- Paladin
- Phalange
- Qizilbash
- Rajput
- Rajpar (ca)
- Reddis (en)
- Rōnin
- Sarrasins
- Samouraï
- Skjaldmö
- Spahis
- Spartiates
- Sōhei
- Timariotes
- Uhlan
- Valkyries
- Voïvode
- Viking
- Youxia
- Yamabushi